# Hypothèse des grands nombres de Dirac
 (mars 2021).
Si vous disposez d'ouvrages ou d'articles de référence ou si vous connaissez des sites web de qualité traitant du thème abordé ici, merci de compléter l'article en donnant les références utiles à sa vérifiabilité et en les liant à la section « Notes et références ».
L'hypothèse des grands nombres de Dirac se rapporte à une observation faite par Paul Dirac en 1937 concernant les rapports entre les échelles de taille de l'Univers et les échelles des particules élémentaires. C'est, historiquement, la première tentative de mettre en connexion deux domaines a priori très éloignés de la physique, à savoir la cosmologie et la physique des particules.

## Observation cosmologique
L'observation de Dirac est que la cosmologie fait apparaître des grands nombres quand ses ordres de grandeur sont comparés à ceux du monde microscopique. Par exemple, le rapport de la taille de l'Univers observable (approximativement égal au rayon de Hubble — voir Horizon cosmologique) à la taille d'un électron (donnée par sa longueur d'onde de Compton) est donné par
{\displaystyle R_{1}={\frac {c}{H_{0}}}{\frac {m_{\rm {e}}c}{\hbar }}={\frac {m_{\rm {e}}c^{2}}{\hbar H_{0}}}},
où c est la vitesse de la lumière, H0 le paramètre de Hubble, me la masse de l'électron et ħ la constante de Planck réduite. Numériquement, ce rapport vaut environ
{\displaystyle R_{1}\simeq 2\times 10^{40}}. 
Dirac et certains de ses contemporains ont cherché à relier ce grand nombre à un autre, à savoir le rapport entre les forces électromagnétique et gravitationnelle entre deux particules élémentaires, par exemple deux électrons. Ce second rapport vaut
{\displaystyle R_{2}={\frac {e^{2}}{4\pi \epsilon _{0}}}{\frac {1}{Gm_{\rm {e}}^{2}}}},
où e représente la charge élémentaire, ε0 la permittivité du vide et G la constante de gravitation. Numériquement, ce second rapport vaut
{\displaystyle R_{2}\simeq 3\times 10^{41}}. 
Par conséquent le rapport R1 / R2 est « proche » de 1 au sens où sa valeur ainsi que celle de son inverse sont très petites devant R1 ou R2.
L'ordre de grandeur de ce rapport se retrouve dans de nombreuses comparaisons :
- le rapport entre le rayon de l'électron et celui de l'Univers observable est de l'ordre de 3 × 1040 ;
- le rapport entre l'âge de l'Univers et le temps que la lumière met à traverser un électron est de l'ordre de 6 × 1040 ;
- le rapport entre l'attraction gravitationnelle et l'attraction électrostatique observées entre un proton et un électron est de 2,27 × 1039. Entre deux électrons, ce rapport est de 4,2 × 1042 ;
- le rapport entre la masse de l'Univers et celle d'un proton est de l'ordre de 1,2 × 1080.

## Variation de G
L'idée de Dirac était que ce type de coïncidence ne pouvait être dû au hasard, aussi ces deux nombres devaient « naturellement » se trouver dans le même ordre de grandeur. Comme tous les paramètres intervenant dans son équation étaient censés être constants au cours du temps à l'exception de la constante de Hubble, Dirac proposa comme explication qu'un paramètre supplémentaire devait lui aussi varier, paramètre qu'il proposa être la constante de gravitation G.
Une variation temporelle de G posait cependant certains problèmes, car la théorie de la relativité générale prédisait que G devait être constante, aussi fallait-il la remplacer par une théorie plus complexe autorisant une variation de G, comme le permettaient dans les années 1960 les théories tenseur-scalaire. 

## Principe anthropique
L'interprétation moderne de la coïncidence mise au jour par Dirac est en rapport avec le principe anthropique, à savoir le fait que le moment où nous observons l'Univers (qui détermine la valeur observée du paramètre de Hubble) n'est pas aléatoire mais est déterminé par la cosmologie et l'évolution stellaire : il faut que l'Univers soit suffisamment vieux pour que les premières générations d'étoiles aient eu le temps de produire des éléments chimiques autres que l'hélium, puis que la vie soit apparue autour d'une étoile de type solaire. Cet épisode ne peut a priori durer indéfiniment car le taux de formation d'étoiles décroît nettement au cours du temps et elle finit par se tarir. L'époque de l'histoire de l'Univers propice à l'existence d'êtres doués de raison capables de s'interroger sur l'Univers correspond à un âge situé entre quelques milliards et quelques dizaines de milliards d'années, ce qui à un ou  deux ordres de grandeur près implique la valeur actuelle du paramètre de Hubble. Ainsi la concomitance des rapports R1 et R2 n'est-elle pas une coïncidence comme justement inféré par Dirac, en revanche l'explication qu'il en avait donnée était fausse.

## L'Univers en unités de Planck
| Propriété observée de l'Univers actuel  | Valeur approximative en unités de Planck | Valeur en unité habituelle.                                                                                               |
| --------------------------------------- | ---------------------------------------- | --- |
| Âge de l'univers                        | Tu = 8,08 × 1060 tP                      | 4,35 × 1017 s, ou 13,8 × 109 années                                                                                       |
| Diamètre de l'Univers observable        | Ru = 54 × 1060 lP                        | 9,2 × 1010 années-lumière                                                                                                 |
| Masse de l'Univers observable           | Mu ~ 1060 mP                             | 3 × 1052 kg ou 1,5 × 1022 masse solaire (en ne comptant que les étoiles) 1080 protons (connu comme le nombre d'Eddington) |
| Température du fond diffus cosmologique | 1,9 × 10−32 TP                           | 2,725 K |
| Constante cosmologique                  | Λ = 5,6 × 10−122 tP−2                    | 1,9 × 10−35 s−2 |
| « Constante » de Hubble                 | H = 1,18 × 10−61 tP−1                    | 67,8 (km/s)/Mpc |

L'ordre de grandeur de 1060 est récurrent dans ce tableau, ce qui a intrigué quelques théoriciens. Après que la constante cosmologique eût été mesurée en 1998 et estimée à 10−122 en unités de Planck, il a été de même souligné que l'inverse de cette valeur était remarquablement proche de l'âge de l'Univers au carré. Ces coïncidences ne sont cependant pas toutes indépendantes : sachant (expérimentalement) que la « constante » de Hubble est de l'ordre de 10−60 tP−1 :
- l'âge de l'Univers est estimé comme étant l'inverse de la constante de Hubble, donc est nécessairement de l'ordre de 1060.tP dans cette même hypothèse ;
- l'Univers observable est évidemment limité par l'âge de cet univers et la vitesse de la lumière, laquelle vaut l'unité dans les unités de Planck : son rayon observable est le même que son âge dans ces unités, donc est aussi de l'ordre de 1060.lP ;
- sachant que la courbure de l'Univers est très faible, donc que sa densité est proche de la densité critique, on a ρ = M/(4πR3/3) ~ 3H2/(8πG) et donc M ~ H2.R3/2G. Exprimé en unité de Planck, G=1, et donc la masse de l'Univers doit bien être encore de l'ordre de 1060.mP — c'est même une des méthodes pour estimer cette masse ;
- l'Univers n'étant pas très loin d'être statique, la constante cosmologique est proche de la valeur correspondant à l'équilibre[3],[4] : Λ ~ 8πGρu/3 - c2/Ru2 ~ 4πGρu ; mais en unités de Planck, ces deux termes qui dépendent de la masse et du rayon de l'Univers sont du même ordre de grandeur, soit 10-120.tP-2, à un petit facteur près. On a donc, au moins actuellement, Λ ~ Tu−2 ;
- la loi de Stefan-Boltzmann veut que l'exitance d'un corps noir (c'est-à-dire la puissance totale rayonnée par unité de surface) varie suivant la puissance quatrième de la température. Cependant, la puissance rayonnée par le fond diffus cosmologique (dont le profil est celui d'un corps noir) est nécessairement constante, alors que sa surface d'émission (qui est la périphérie de l'Univers observable) croît comme le carré du rayon de l'Univers, ce qui impose que la température de ce rayonnement varie en raison inverse de la racine carrée du temps. Si les différents facteurs sont exprimés en unités de Planck et si l'ordre de grandeur de cette puissance initiale est celui de la luminosité de Planck à un petit facteur près, la température observée est donc de l'ordre de la racine carrée de l'âge de l'Univers, soit 10-30.TP.

L'idée que l'ordre de grandeur de la puissance initiale est celle de la luminosité de Planck n'est pas en soi surprenante, parce que des luminosités supérieures impliqueraient d'aller au-delà de la luminosité de Planck pour des temps de l'ordre du temps de Planck, ce qui dépasserait d'un manière ou d'une autre les bornes de la physique connue.
La « coïncidence » la plus suggestive est celle entre la masse de l'Univers et son âge, qui suggère que le débit massique de Planck (mP/tP = c3/G) est une constante caractéristique de la formation même cet Univers (mP/tP = Mu/Tu), ou autrement dit, que la matière/énergie de l'Univers augmente à un rythme de 4,037 × 1035 kg s−1 (Mu = [mP/tP].Tu), le débit massique de Planck.
Barrox et Shax ont proposé en 2011 une théorie pour laquelle Λ est un champ évoluant de telle manière que sa valeur reste de l'ordre de Λ ~ T−2 tout au long de l'histoire de l'Univers.
On peut également remarquer comme autre « coïncidence » que l'écart entre l'énergie du vide observée et la densité d'énergie de Planck qui résulterait du calcul théorique, calcul qui a été qualifié de pire approximation de la physique théorique, est de l'ordre de grandeur de 10120, carré du 1060 récurrent.

## Unités de Planck et invariance d’échelle de la nature
Des théoriciens comme Paul Dirac et Edward Arthur Milne ont ainsi proposé des cosmologies dans lesquelles des constantes fondamentales (comme par exemple la vitesse de la lumière ou la constante gravitationnelle) pouvaient en réalité varier dans le temps. De telles cosmologies non standard ne correspondent pas à la vision généralement admise, mais il y a néanmoins un intérêt scientifique certain à étudier la possibilité d'une telle variation, qui soulève des questions difficiles.
La première des questions à résoudre est probablement la suivante : si une constante fondamentale varie dans le temps, dans quelle mesure cela entraîne-t-il une différence perceptible sur une mesure physique ? Si une constante fondamentale est différente, en quoi cela change-t-il notre perception de la réalité, comment peut-on s'en rendre compte? Quelles sont les constantes dont une modification se traduit par un changement significativement mesurable de notre réalité physique ?
Si une constante fondamentale qui n'est pas une grandeur sans dimension, comme la vitesse de la lumière, varie effectivement, est-on donc en mesure de le remarquer ou de le mesurer sans ambiguïté ? Dans son livre M. Tompkins, George Gamow affirme qu'une modification significative d'une constante dimensionnelle comme la vitesse de la lumière dans le vide conduirait à des changements perceptibles évidents. Mais cette position est contestée. C'est une question que Michael Duff (en) a étudiée dans son article « Commentaire sur la variation dans le temps de constantes fondamentales » :

« Quand nous étudions le rôle que joue une grandeur sans dimension comme α (la constante de structure fine) dans ce qui fait que l'Univers est tel que nous le voyons, nous touchons du doigt ce que signifie vraiment pour un univers que d’être différent. Ce nombre α que nous appelons la constante de structure fine est une combinaison de la charge de l'électron e, de la vitesse de la lumière c et de la constante de Planck h. A priori on pourrait penser qu'un univers où la vitesse de la lumière aurait une autre valeur serait radicalement différent — mais c'est en réalité une erreur. Si les valeurs de c, h et e étaient toutes changées par rapport aux valeurs que l'on trouve dans nos tables de constantes physiques, mais de manière à laisser la valeur de α inchangée, aucune observation ou mesure physique ne permettrait de distinguer ce nouvel univers du nôtre. La seule chose qui compte pour définir à quoi ressemble l'Univers, ce sont les constantes sans dimension. Si la valeur de toutes les masses était doublée [y compris celle de la masse de Planck mP], on ne pourrait pas s'en apercevoir, parce que toutes les grandeurs sans dimension définies par le rapport entre deux masses serait laissées inchangées ». »

D’après Duff (2002) et Duff, Okun et Veneziano (2002), si toutes les quantités physiques (la masse et les autres propriétés des particules) étaient exprimées en unités de Planck, ces quantités seraient des nombres sans dimension (une masse divisée par la masse de Planck, une longueur divisée par la longueur de Planck, etc.). Les seules quantités que nous mesurons finalement dans les expériences en physique ou par notre perception de la réalité sont des nombres sans dimension. En effet, lorsqu’on mesure habituellement une longueur avec une règle ou un mètre-ruban, on compte en fait les marques faites d’après un étalon ; autrement dit, on mesure la longueur relative à cette longueur de référence. Il en va de même pour les expériences en physique, où toutes les quantités physiques sont mesurées relativement à d’autres grandeurs physiques dimensionnées. Nous pourrions constater des changements si certaines quantités sans dimension comme {\displaystyle \alpha } ou le rapport des masses proton/électron étaient modifiées (la structure atomique changerait), mais si toutes les quantités physiques sans dimension restaient constantes, nous ne pourrions pas dire si une quantité dimensionnée, comme la vitesse de la lumière, c, a changé. Et, en effet, le concept de M. Tompkins devient insignifiant dans notre existence si une quantité dimensionnée comme c change, même énormément.
Si la vitesse de la lumière c était soudainement divisée par deux, mais en gardant inchangées toutes les constantes adimensionnelles, alors la longueur de Planck serait augmentée d’un rapport de {\displaystyle {\sqrt {8}}}, pour « un observateur extérieurs à l'Univers et non touché par le changement ». Mais comme la taille des atomes (approximativement le rayon de Bohr) est liée à la longueur de Planck par une constante sans dimension :
{\displaystyle a_{0}={\frac {4\pi \varepsilon _{0}\hbar ^{2}}{m_{\mathrm {e} }e^{2}}}={\frac {m_{P}}{m_{\mathrm {e} }\alpha }}l_{P}}
alors les atomes seraient plus gros (dans chaque dimension) par {\displaystyle {\sqrt {8}}}, chacun de nous serait plus grand de {\displaystyle {\sqrt {8}}}, et ainsi nos règles à mesurer seraient plus grandes (et plus épaisses, et plus larges) d’un rapport {\displaystyle {\sqrt {8}}}, et nous ne saurions rien de ce changement.
Le tic-tac de nos montres serait plus lent d’un rapport {\displaystyle {\sqrt {32}}} (du point de vue de l’« observateur extérieurs à l'Univers et non touché par le changement »), parce que le temps de Planck aurait augmenté de {\displaystyle {\sqrt {32}}}, mais nous ne verrions pas la différence. Cet observateur extérieur hypothétique pourrait constater que la lumière se déplace à la moitié de son ancienne vitesse (de même que toutes les vitesses), elle parcourrait toujours 299 792 458 de nos nouveaux mètres par une de nos nouvelles secondes. Nous ne verrions aucune différence.
Cela contredit conceptuellement George Gamow dans M. Tompkins, qui suppose que si une constante universelle comme c changeait, nous remarquerions facilement la différence. Nous devons maintenant lui demander : comment mesurerions-nous la différence si nos références de mesure changeaient de la même manière ?